# Club de Regatas Vasco da Gama (futebol feminino)
O futebol feminino do Club de Regatas Vasco da Gama teve início no ano de 1923, quando grupo de sócias e torcedoras fundou o Sport Club Feminino Vasco da Gama. Na década de 90, atingiu seu auge sagrando-se campeão brasileiro em quatro oportunidades – 1993, 1994, 1995 e 1998 – e tendo revelado inúmeras jogadoras para a Seleção Brasileira e para o mundo, tais como: Pretinha, Fanta, Cenira, Meg, Marta (amplamente considerada a melhor jogadora de todos os tempos), entre outras tantas atletas.

## História
Em 2000, quando sagrou-se campeão estadual, o Vasco contava com 5 jogadoras na Seleção Brasileira, que disputou os Jogos Olímpicos de Sydney. Após esta fase, surgiu a jovem Marta, que veio de Alagoas para iniciar sua trajetória de sucesso no clube cruzmaltino e ser revelada para o mundo. 
Logo na sua primeira competição, Marta, hoje 5 vezes melhor do mundo, sagrou-se campeã brasileira sub-19, tendo sua primeira convocação para a Seleção Brasileira. Inicialmente, o clube tinha sua estrutura voltada para a categoria adulta. Contudo, em 2 de janeiro de 2014 completou cinco anos de criação do Departamento de Futebol Feminino, que de forma pioneira no cenário nacional criou todas as categorias de base, trabalhando que vem desenvolvendo a cada ano.
Em 2009, quando reativou o departamento, o clube cruzmaltino lançou uma parceria com a Marinha do Brasil, cuja equipe adulta representa o Brasil em competições oficiais do calendário desportivo do Conselho Internacional do Desporto Militar – CISM. Esta equipe sagrou-se campeã mundial em 2009 (EUA), 2010 (França), e em 2011 (Rio de Janeiro, nos 5º Jogos Mundiais Militares).
Em 2012, o Gigante da Colina se tornou o primeiro time brasileiro a conquistar um campeonato mundial nas categorias de base. Em Portugal, o cruzmaltino derrotou o Atlético de Madrid-ESP por 1 a 0 e conquistou a Ibercup Sub-17. No mesmo ano, o clube foi a base da Seleção Brasileira que conquistou o Sul-Americano da categoria.
Uma temporada depois, em 2013, o time de São Januário voltou a fazer história. Também com seu grupo sub-17, o Vasco da Gama se sagrou campeão da primeira Copa do Brasil Escolar da categoria. Em 2014, com jovens da categoria sub-13, o Gigante se tornou o primeiro clube do país a participar de uma competição internacional masculina com um time feminino.
Em 2016, o time adulto retorna às atividades, disputando o Campeonato Brasileiro, porém é eliminado ainda na primeira fase do campeonato com uma campanha de três derrotas e um empate.
Em 2017 e 2018, o time não disputou nenhuma das duas divisões do Campeonato Brasileiro, apesar da ampliação da competição. Ausentou-se do Campeonato Carioca de 2017, voltando apenas no ano seguinte.
Em 2019, voltou a disputar uma competição nacional, o Campeonato Brasileiro - Série A2. O mesmo aconteceu nos anos de 2020 e 2021.

## Títulos

#### Equipe principal
| MUNDIAIS       | MUNDIAIS                                  | MUNDIAIS | MUNDIAIS                                        |
|                | Competições                               | Títulos  | Temporadas                                      |
| -------------- | ----------------------------------------- | -------- | ----------------------------------------------- |
|                | Campeonato Mundial Militar(1)             | 3        | 2009, 2010 e 2011                               |
| INTERNACIONAIS |                                           |          |                                                 |
|                | Competições                               | Títulos  | Temporadas                                      |
|                | Torneio Internacional de Futebol Feminino | 1        | 2000                                            |
| NACIONAIS      |                                           |          |                                                 |
|                | Competições                               | Títulos  | Temporadas                                      |
|                | Taça Brasil                               | 4        | 1993, 1994, 1995 e 1998                         |
|                | Campeonato Brasileiro - Série A3          | 1        | 2024                                            |
|                | Campeonato Brasileiro de Seleções(2)      | 1        | 1993                                            |
|                | Circuito Nacional de Futebol Social       | 1        | 2013                                            |
| INTERESTADUAIS |                                           |          |                                                 |
|                | Competições                               | Títulos  | Temporadas                                      |
|                | Campeonato de Cotegipe                    | 1        | 1932                                            |
| ESTADUAIS      |                                           |          |                                                 |
|                | Competições                               | Títulos  | Temporadas                                      |
|                | Campeonato Carioca                        | 8        | 1996, 1997, 1998, 1999, 2000, 2010, 2012 e 2013 |
|                | Taça Cidade de Nova Iguaçu                | 5        | 2010, 2011, 2013, 2014 e 2016                   |
|                | Torneio Início do Rio de Janeiro          | 2        | 1999 e 2000                                     |
|                | Copa Almirante Adalberto Nunes            | 1        | 2010                                            |
|                | Torneio Início do CEFAN                   | 1        | 2010                                            |
|                | Copa Lifferj                              | 1        | 2017                                            |
|                | Brasileirão da Baixada                    | 1        | 2018                                            |

 Campeão de forma invicta

#### Categorias de base
| Sub-21 (Júnior)           | Sub-21 (Júnior)                    | Sub-21 (Júnior) | Sub-21 (Júnior)               |
|                           | Competições                        | Títulos         | Temporadas                    |
| ------------------------- | ---------------------------------- | --------------- | ----------------------------- |
|                           | Copa Almirante Vasco da Gama       | 1               | 2010                          |
| Sub-20 (Juniores/Juvenis) |                                    |                 |                               |
|                           | Competições                        | Títulos         | Temporadas                    |
|                           | Campeonato Brasileiro Sub-19       | 1               | 2000                          |
|                           | Taça Cidade de São José dos Campos | 1               | 2016                          |
|                           | Campeonato Carioca                 | 1               | 2009                          |
|                           | Copa Almirante                     | 1               | 2010                          |
| Sub-18 (Juvenil)          |                                    |                 |                               |
|                           | Competições                        | Títulos         | Temporadas                    |
|                           | Campeonato Carioca                 | 1               | 2019                          |
| Sub-17 (Infanto-Juvenil)  |                                    |                 |                               |
|                           | Competições                        | Títulos         | Temporadas                    |
|                           | Mundialito IBERCUP                 | 1               | 2012                          |
|                           | Copa do Brasil Escolar             | 1               | 2013                          |
|                           | Taça Cidade de Laranjal            | 1               | 2015                          |
|                           | Campeonato Carioca                 | 5               | 2011, 2012, 2013, 2014 e 2015 |
|                           | Taça Cidade de Nova Iguaçu         | 4               | 2011, 2012, 2013 e 2014       |
|                           | Taça Nike                          | 1               | 1999                          |
|                           | Torneio Vila Olímpica do Salgueiro | 1               | 2011                          |
| Sub-15 (Infantil)         |                                    |                 |                               |
|                           | Competições                        | Títulos         | Temporadas                    |
|                           | Copa Almirante Vasco da Gama       | 1               | 2010                          |
|                           | Copa Coca-Cola                     | 2               | 2012 e 2013                   |
| Sub-13 (Mirim)            |                                    |                 |                               |
|                           | Competições                        | Títulos         | Temporadas                    |
|                           | Campeonato Carioca de Futsal       | 1               | 2009                          |

## Elenco atual
Última atualização: 26 de novembro de 2022.
Legenda:
- : Capitã
- : Jogadora lesionada/contundida
- : Jogadora suspensa

## Personalidades ilustres
- Andréia Suntaque
- Cenira
- Cidinha
- Fanta
- Marta
- Meg
- Maycon
- Pretinha
- Sissi
- Suzy
- Tânia Maranhão
- Helena Pacheco (treinadora)